# Markus Rost
Markus Rost (* 22. März 1958 in Nürnberg) ist ein deutscher Mathematiker, der sich mit Algebra und Topologie beschäftigt.
Rost studierte ab 1977 Mathematik an der Ruprecht-Karls-Universität Heidelberg und ab 1978 an der Ruhr-Universität Bochum (Diplom 1983). Danach war er an der Universität Regensburg, wo er 1988 bei Klaus Jänich promovierte (Abbildungsdefekte in 4-Mannigfaltigkeiten) und sich 1995 habilitierte (Chow groups with coefficients). Ab 2000 war er Professor an der Ohio State University. Er war unter anderem Gastwissenschaftler am Max-Planck-Institut für Mathematik in Bonn (1992 bis 1994), an der ETH Zürich (im Zeitraum 1995 bis 1997) und am Institute for Advanced Study, Princeton, (1999–2000 und 2004–2005). Von 2003 bis 2022 war er Professor an der Universität Bielefeld.
Rost bewies einen Existenzsatz für sogenannte Norm-Varietäten, die von Wladimir Wojewodski 1996 eingeführt wurden – Wojewodski führte die Bloch-Kato-Vermutung auf die Existenz solcher Varietäten zurück, und Rost vervollständigte den Beweis der Vermutungen mit seinem Existenzsatz. Er führte auch die Rost-Invariante in die Galoiskohomologie ein.
2002 war er Invited Speaker auf dem Internationalen Mathematikerkongress (ICM) in Peking (Norm Varieties and Algebraic Cobordism). Er ist Fellow der American Mathematical Society.

## Schriften
- mit Max-Albert Knus, Alexander Merkurjev, Jean-Pierre Tignol: The book of involutions, American Mathematical Society 1998
- Norm Varieties and Algebraic Cobordism, ICM 2002, PDF-Datei
- Chow groups with coefficients. Doc. Math. 1 (1996), No. 16, 319–393
- mit Boileau, Zieschang: On Heegaard decompositions of torus knot exteriors and related Seifert fibre spaces. Math. Ann.  279  (1988),  no. 3, 553–581.